# Dysnomia (księżyc)
Dysnomia (pełna nazwa (136199) Eris I Dysnomia) – naturalny satelita planety karłowatej Eris.

## Odkrycie i nazwa
Księżyc został odkryty 10 września 2005 roku przy użyciu teleskopu Keck II zaopatrzonego w system optyki adaptacyjnej. Pierwsza prowizoryczna nazwa tego księżyca brzmiała S/2005 (2003 UB313) 1, a nieoficjalnie nazwany został „Gabrielle” (od imienia przyjaciółki bohaterki serialu telewizyjnego Xena: Wojownicza księżniczka, ponieważ pierwsza nieoficjalna nazwa Eris brzmiała „Xena”). Obecna nazwa księżyca pochodzi od imienia córki bogini Eris i oznacza dosłownie „bez porządku”.
Mike Brown, odkrywca księżyca, wybrał nazwę Dysnomia (gr. Δυσνομία) ze względu na fakt, iż Dysnomia była córką Eris. Powszechnie nowo odkryte księżyce – zgodnie z historycznym standardem – były nazywane na podstawie innych, pomniejszych bóstw, powiązanych z „głównym” bogiem (stąd np. największe księżyce Jowisza noszą imiona jego kochanków, zarówno płci męskiej, jak i żeńskiej), z kolei księżyce Saturna nazwane są imionami jego Tytanów. Ponadto „Dysnomia” oznacza „bezład”, co nawiązuje do nazwiska aktorki Lucy Lawless, znanej z serialu „Xena: wojownicza księżniczka”. Przed otrzymaniem ich oficjalnych nazw, Eris i Dysnomia zyskały przydomki „Xena” i „Gabrielle”, a Brown postanowił utrzymać to połączenie.
Brown ponadto zaznacza, iż Pluton zawdzięcza swą nazwę dwóm pierwszym literom, które stanowiły inicjały Percivala Lowella – założyciela obserwatorium, w którym pracował odkrywca Plutona – Clyde Tombaugh. James Christy, odkrywca Charona, wykorzystał tę regułę, wybierając nazwę, której 4 pierwsze litery stanowiły początek imienia jego żony – Charlene. Analogicznie, pierwsza litera „Dysnomii” jest jednocześnie pierwszą literą nazwiska żony Browna – Diany.

## Właściwości fizyczne i orbita

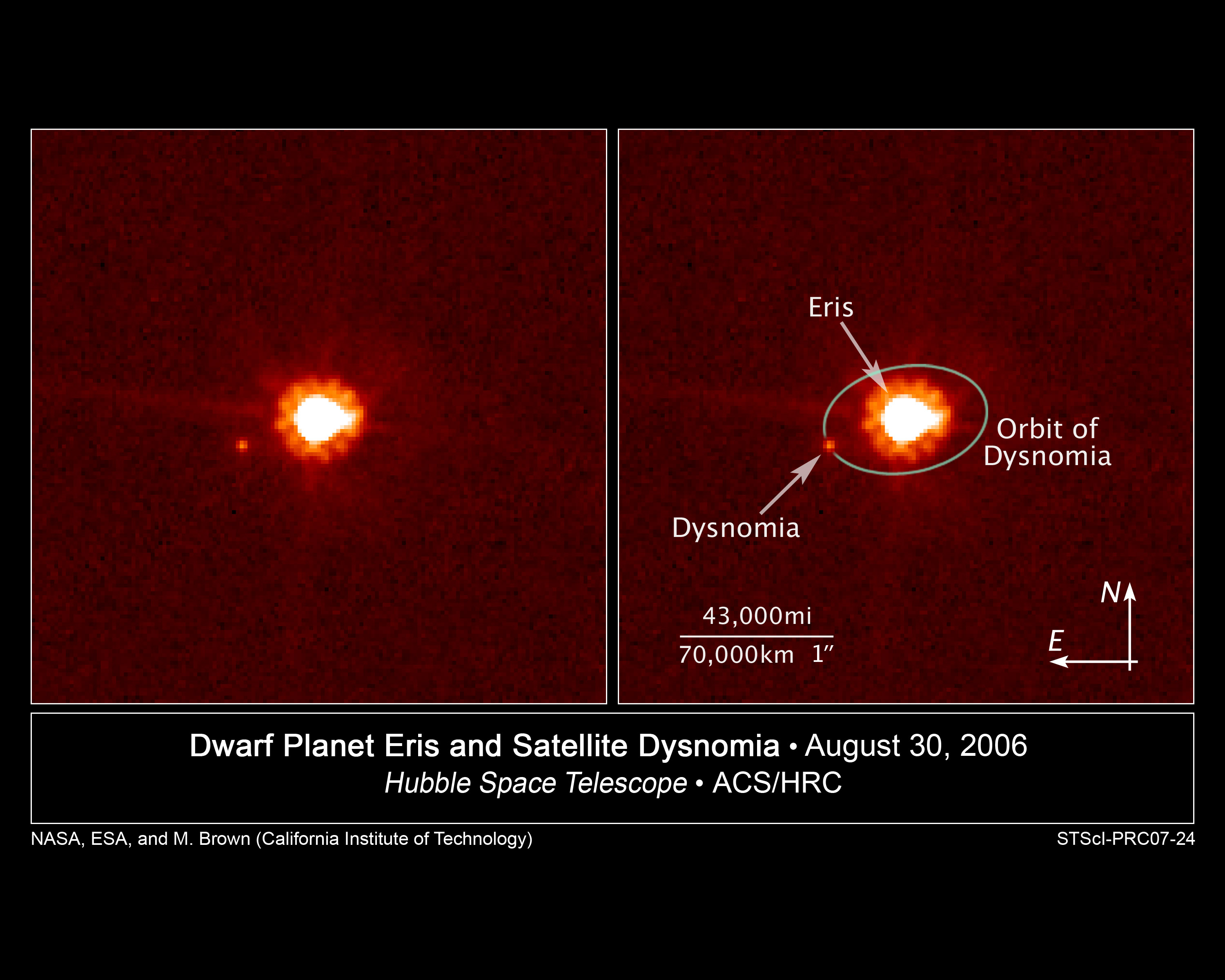
Eris i Dysnomia na fotografii wykonanej przez Kosmiczny Teleskop Hubble’a

Dysnomia jest o 4,43 magnitudo słabsza od Eris, a jej średnica jest szacowana na 350–490 km, jednak według Mike’a Browna księżyc jest 500 razy słabszy i ma średnicę 100–250 km. Dysnomia jest 60 razy słabsza od Eris w podczerwonym paśmie K (2,1 μm) i 480 razy słabsza w zakresie widzialnym (V, 0,555 μm), co wskazuje, iż księżyc ma znacznie ciemniejszą i bardziej czerwoną powierzchnię. Zakładając, iż jego albedo jest 5 razy niższe niż w przypadku Eris, jego średnica powinna wynosić 685±50 km, co oznaczałoby, że Dysnomia jest stosunkowo dużym obiektem transneptunowym. Spośród wszystkich księżyców planet karłowatych Układu Słonecznego jedynie Charon jest wyraźnie większy niż Dysnomia.
Dysnomia krąży wokół Eris w średniej odległości ok. 37 350 km, a jeden obieg wykonuje w ciągu ok. 15,77 dni. Księżyc ten jest około 500 razy mniej jasny od Eris. Według tych danych oszacowano, iż Eris posiada masę 1,27 razy większą od masy Plutona.

## Uformowanie
Astronomowie obecnie są pewni, że cztery najjaśniejsze obiekty z Pasa Kuipera posiadają swoje satelity. Wiadomo, że jedynie około 10% słabszych obiektów pasa posiada księżyce. To wskazuje na fakt, że zderzenia pomiędzy dużymi obiektami były częste w przeszłości. Zderzenia między obiektami o wielkości rzędu 1000 km wyrzuciłyby duże ilości materiału, które mogą następnie utworzyć księżyc. Przypuszcza się, że podobny mechanizm doprowadził do powstania Księżyca, gdy Ziemia została uderzona przez duży obiekt we wczesnym stadium życia Układu Słonecznego.